# Oscar Ackeström
Oscar Ackeström (* 29. November 1972 in Göteborg) ist ein ehemaliger schwedischer Eishockeyspieler.

## Karriere
Ackeström begann seine Karriere in der Jugendabteilung des schwedischen Erstligisten Frölunda Indians, für deren Profimannschaft er erstmals in Saison 1990/91 auf Eis ging. Für die Indians absolvierte der Verteidiger zunächst acht Spiele und konnte dabei keinen Scorerpunkt erzielen. In den folgenden Jahren gelang es Ackeström nicht, sich in den Stammkader zu spielen und so entschied er sich im Sommer 1996 für einen Wechsel zum finnischen Klubs Rauman Lukko aus der SM-liiga. Bei Lukko gelang dem Linksschützen der Durchbruch und der damals 24-jährige gehörte dem Stammkader an. Insgesamt absolvierte der Schwede 95 Spiele, in denen er 45 Punkte erzielen konnte. Nach zwei Spielzeiten verließ der Abwehrspieler den Klub und unterzeichnete einen Vertrag beim Ligakonkurrenten Ilves Tampere, mit denen er 1998 in der European Hockey League spielte. Dort wurde Oscar Ackeström mit seinem neuen Team Gruppenletzter und verlor unter anderem gegen die Eisbären Berlin mit 1:4. In der EHL konnte sich der Verteidiger gut präsentieren und erzielte in sechs Partien vier Scorerpunkte.
Auch in Tampere konnte sich Ackeström kontinuierlich weiterentwickeln und seine Punkteausbeute steigern. Allerdings stand er bei den Ilves nur eine Spielzeit unter Vertrag und wechselte daraufhin innerhalb der Liga zu HPK Hämeenlinna, mit denen er in der Saison 1999/00 die Bronzemedaille der SM-liiga gewinnen konnte. Anschließend unterschrieb Ackeström einen Zweijahresvertrag bei den Hannover Scorpions aus der Deutschen Eishockey Liga. Mit den Niedersachsen konnte der Abwehrspieler gleich in seiner ersten Spielzeit bis ins Play-off-Halbfinale des Jahres 2001 vorstoßen. Nachdem man sich im Viertelfinale mit 3:0 Spielen gegen die Kölner Haie durchsetzen konnte, unterlag man im Halbfinale ebenfalls glatt mit 0:3 Spielen. Der Schwede wurde in den Play-offs sechs Mal eingesetzt und erzielte dabei vier Scorerpunkte. Des Weiteren wies er eine Plus/Minus-Statistik von +2 auf. Nach einem weiteren Spieljahr in Hannover, zog es Ackeström zunächst zurück zu seinem Heimatverein, zu den Frölunda Indians.
Der Verteidiger kehrte dem Verein allerdings nach zwei Jahren und 90 Einsätzen den Rücken und wechselte in die Schweizer Nationalliga A, wo er fortan für den Traditionsklub HC Ambrì-Piotta auflief. Bei den Tessinern kam Ackeström trotz guter Leistungen allerdings nur auf 13 Einsätze und zwölf Scorerpunkte. In der Folgezeit lief er jeweils eine Spielzeit für den Zweitligisten HC Thurgau sowie für die beiden Erstligisten SC Langnau und dem Renommierklub HC Davos, mit dem er 2006 im European Champions Cup spielte, auf. Mit dem HC Davos konnte der Schwede einige Erfolge feiernda das team neben dem dritten Platz beim European Champions Cup, die Schweizer Vizemeisterschaft erreichen konnte. Ackeström kam in dieser Zeit jedoch kaum zum Einsatz. Während der gesamten Saison absolvierte er 21 Spiele, in denen er sieben Scorerpunkte erzielte.
Der Linksschütze entschied sich zur Saison 2006/07 erneut für einen Wechsel und heuerte nach einem kurzen Intermezzo beim schwedischen Verein Linköpings HC, bei seinem Ex-Klub, den Frölunda Indians, an. Dort verweilte er bis 2008, ehe die Verantwortlichen der Hannover Scorpions erneut auf ihn aufmerksam wurden und dem 36-jährigen ein Vertragsangebot unterbreiteten, welches ihn bis 2009 an den Verein band. Von 2009 bis 2011 spielte er für Alba Volán Székesfehérvár in der Österreichischen Eishockey-Liga. Mit der Mannschaft nahm er zudem an den Playoffs der ungarischen Eishockeyliga teil und gewann 2010 und 2011 jeweils mit Alba Volán den nationalen Meistertitel. Anschließend beendete er seine Karriere.

## Erfolge und Auszeichnungen
- 2000 Gewinn der Bronze-Medaille der finnischen SM-liiga mit den Ilves Tampere
- 2001 Erreichen des Play-off-Halbfinals der Deutschen Eishockey Liga mit den Hannover Scorpions
- 2006 Gewinn der Schweizer Vizemeisterschaft mit dem HC Davos
- 2010 Ungarischer Meister mit Alba Volán Székesfehérvár
- 2011 Ungarischer Meister mit Alba Volán Székesfehérvár

### International
- 1998 Teilnahme an der European Hockey League mit den Ilves Tampere
- 2006 Teilnahme an der European Champions Cup mit dem HC Davos